# Aplidium tubiferus
Aplidium tubiferus är en sjöpungsart som beskrevs av Monniot 200. Aplidium tubiferus ingår i släktet Aplidium och familjen klumpsjöpungar. Inga underarter finns listade i Catalogue of Life.